# Erythrozyten-Konzentrat

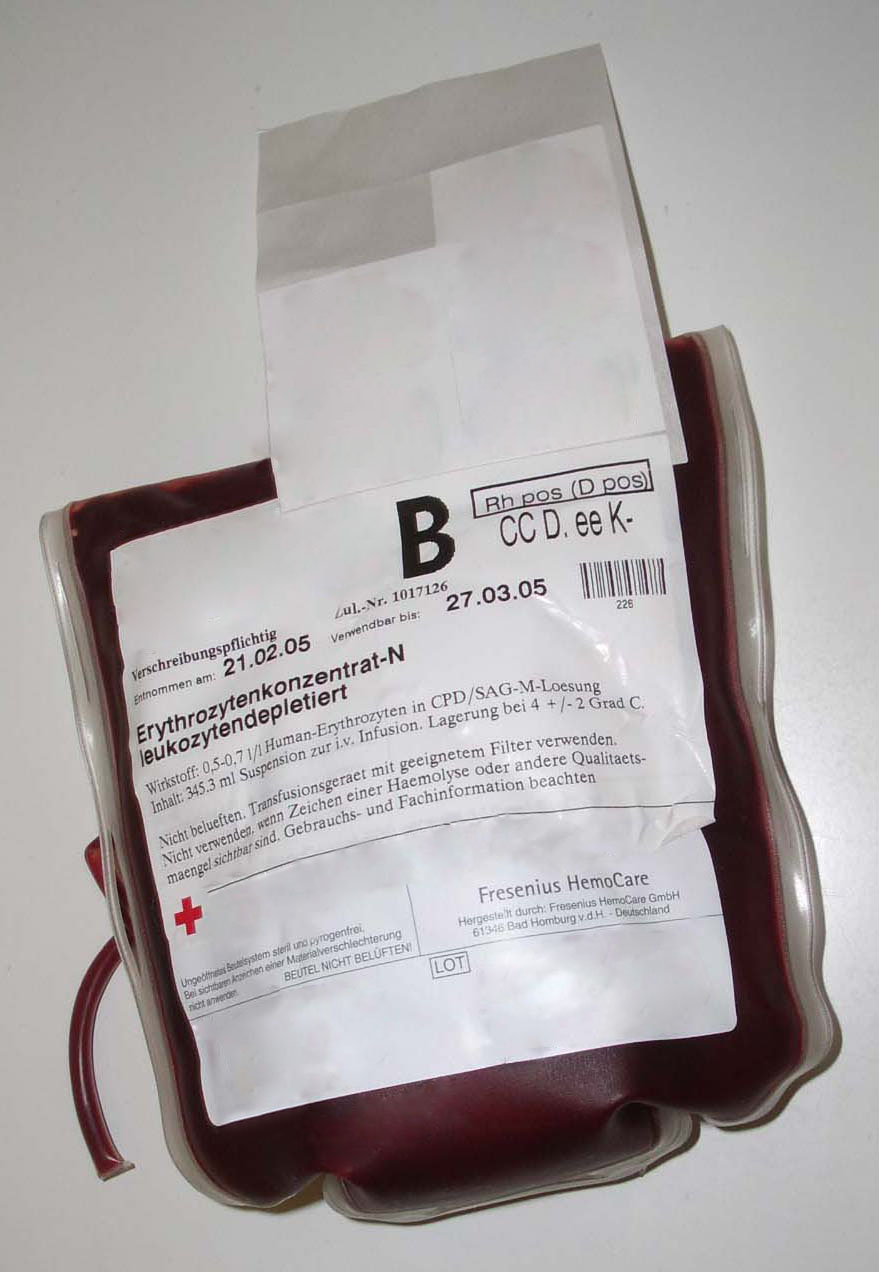
Erythrozytenkonzentrat

Ein Erythrozyten-Konzentrat (EK) ist eine aus roten Blutzellen (Erythrozyten) bestehende „Blutkonserve“. Wenn umgangssprachlich von „Bluttransfusion“ gesprochen wird, sind meist Erythrozytenkonzentrate als Standardpräparate gemeint.

## Gewinnung von Erythrozyten-Konzentraten

### Vollblutspende
Die Spende von Blut für transfusionsmedizinische Zwecke unterliegt in den deutschsprachigen Ländern sehr genauen gesetzlichen Regularien. Zunächst werden mittels venöser Blutspende 450 ml Vollblut in einem speziellen, eigens dafür zugelassenen und zertifizierten Plastikbeutel, der ca. 63–70 ml CPD-Stabilisator-Lösung enthält, gewonnen (CPD = Citrat-Puffer, Natriumdihydrogenphosphat, Glukose, Adenin). Durch die CPD-Stabilisatorlösung wird der pH-Wert auf 7,1–7,2 stabilisiert, was für die Haltbarkeit und Qualität der Blutprodukte von entscheidender Bedeutung ist.
Nach der Vollblutspende wird das gewonnene Blut in seine Einzelkomponenten aufgetrennt. Die Transfusion von Vollblut findet heute praktisch gar nicht mehr statt (außer bei der Eigenblutspende), sondern nur die Transfusion der Blut-Einzelkomponenten (Erythrozytenkonzentrate, Thrombozytenkonzentrate, Plasma etc.). Dies hat seinen wesentlichen Grund darin, dass Vollblut eine geringere Haltbarkeit hat. Durch neue Beutelsysteme wird allerdings auch bei Vollblut im Rahmen der Eigenblutspende inzwischen eine Haltbarkeit von sechs Wochen bei akzeptabler Qualität erreicht. Erythrozyten-Konzentrate haben hingegen eine Haltbarkeit von bis zu sieben Wochen.

### Erythrozytenapherese
Im Apherese-Verfahren werden kein Vollblut, sondern nur die „roten Blutbestandteile“, d. h. die Erythrozyten gewonnen. Ein Dialyse-ähnlicher Apparat trennt im Durchflussverfahren aus dem Spenderblut die Erythrozyten ab und leitet die übrigen Blutbestandteile zurück in den Spenderkreislauf.

## Erythrozyten-Konzentrat-Präparate

### Leukozytendepletierte Erythrozyten-Konzentrate
Dies sind seit dem 1. Oktober 2001 die Standard-Erythrozyten-Konzentrate. Die Leukozytendepletion (weitestgehende Abtrennung der Spender-Leukozyten) ist in Deutschland gesetzlich bei allen Blutprodukten vorgeschrieben. Nach der Spende wird das Blut zunächst zentrifugiert. Der Überstand, der Plasma und den sogenannten Buffy-Coat, bestehend aus Thrombozyten und Leukozyten, enthält, wird abgetrennt und die verbleibenden Erythrozyten werden in etwas Stabilisatorlösung aufgeschwemmt.

### Erythrozyten-Konzentrat bei Eigenblutspenden
Vor geplanten (elektiven) Operationen, die u. U. einen größeren Blutverlust und die Notwendigkeit von intraoperativen EK-Transfusionen mit sich bringen, kann eine Eigenblutspende erfolgen. Der Patient kann so einen Vorrat an eigenen Erythrozytenkonzentraten anlegen, die dann während einer Operation verabreicht werden können. Die Eigenblutspende findet wie eine normale Vollblutspende oder als Doppelspende im Apherese-Verfahren statt.

### Gewaschene Erythrozyten-Konzentrate
Ein leukozytendepletiertes Erythrozyten-Konzentrat wird noch einmal in einer Nährlösung aufgeschwemmt, erneut zentrifugiert und wieder abgetrennt, sodass die Reste des Spender-Blutplasmas durch die Nährlösung ersetzt wird. Gewaschene Erythrozyten-Konzentrate sind sinnvoll oder erforderlich bei Unverträglichkeiten vorangegangener Transfusionen (z. B. allergische Reaktionen gegen Proteine des Spender-Plasmas, z. B. bei Patienten mit IgA-Mangel).

### Bestrahlte Erythrozyten-Konzentrate
Zur Abtötung sämtlicher lebender DNA-haltiger Zellen, insbesondere der Leukozyten können Erythrozyten-Konzentrate bestrahlt werden. Dieses Verfahren wird insbesondere bei Patienten angewandt, die eine Knochenmark- oder Blut-Stammzelltransplantation hinter sich oder unmittelbar vor sich haben. Durch die Bestrahlung soll die Übertragung immunkompetenter Zellen des Spenders und die Auslösung einer Graft-versus-Host-Reaktion verhindert werden.
Die Bestrahlung ist sinnvoll und notwendig bei:
- Knochenmarktransplantierten
- Immunsupprimierten
- Frühgeborenen
- Austauschtransfusionen
- gerichteten Spenden („Verwandtenspende“)

## Situation in Deutschland
Der Bedarf an Erythrozyten-Konzentraten ist pro 1000 Versicherten von 55,3 EK im Jahr 2009 auf 43,2 EK im Jahr 2016 gesunken (minus 22 Prozent). Bei gleichzeitigem Anstieg der stationären Behandlungsfälle ist der Verbrauch pro 1000 Versicherte von 1 EK pro 3,7 stationären Behandlungsfällen im Jahr 2009 auf 1 EK pro 5,0 stationären Behandlungsfällen im Jahr 2016 gesunken. Das entspricht einer Reduktion von 25 Prozent.